# Anthophora citreostrigata
Anthophora citreostrigata là một loài Hymenoptera trong họ Apidae. Loài này được Dours mô tả khoa học năm 1868.